# قدح السفط

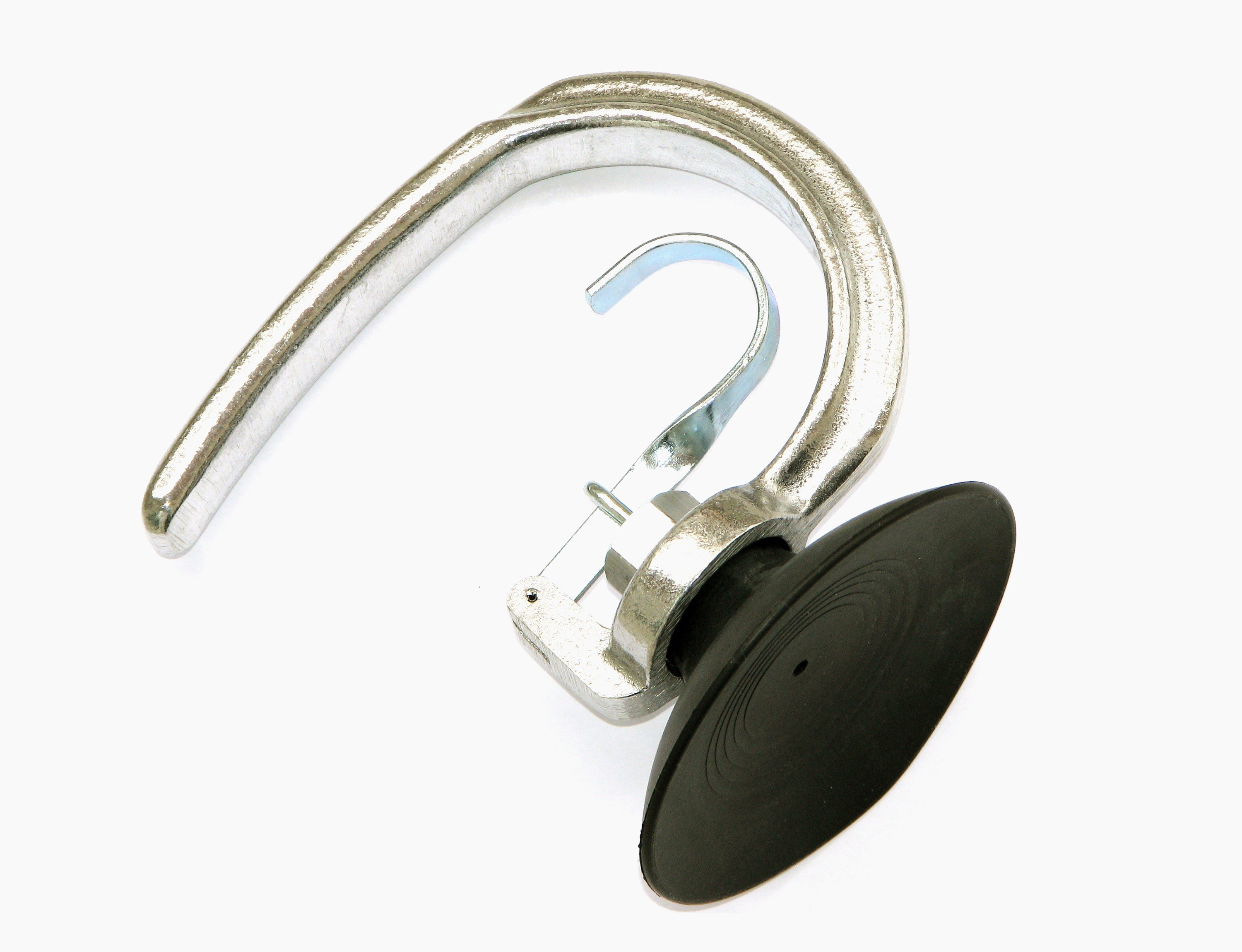
قدح السفط ذو خطاف

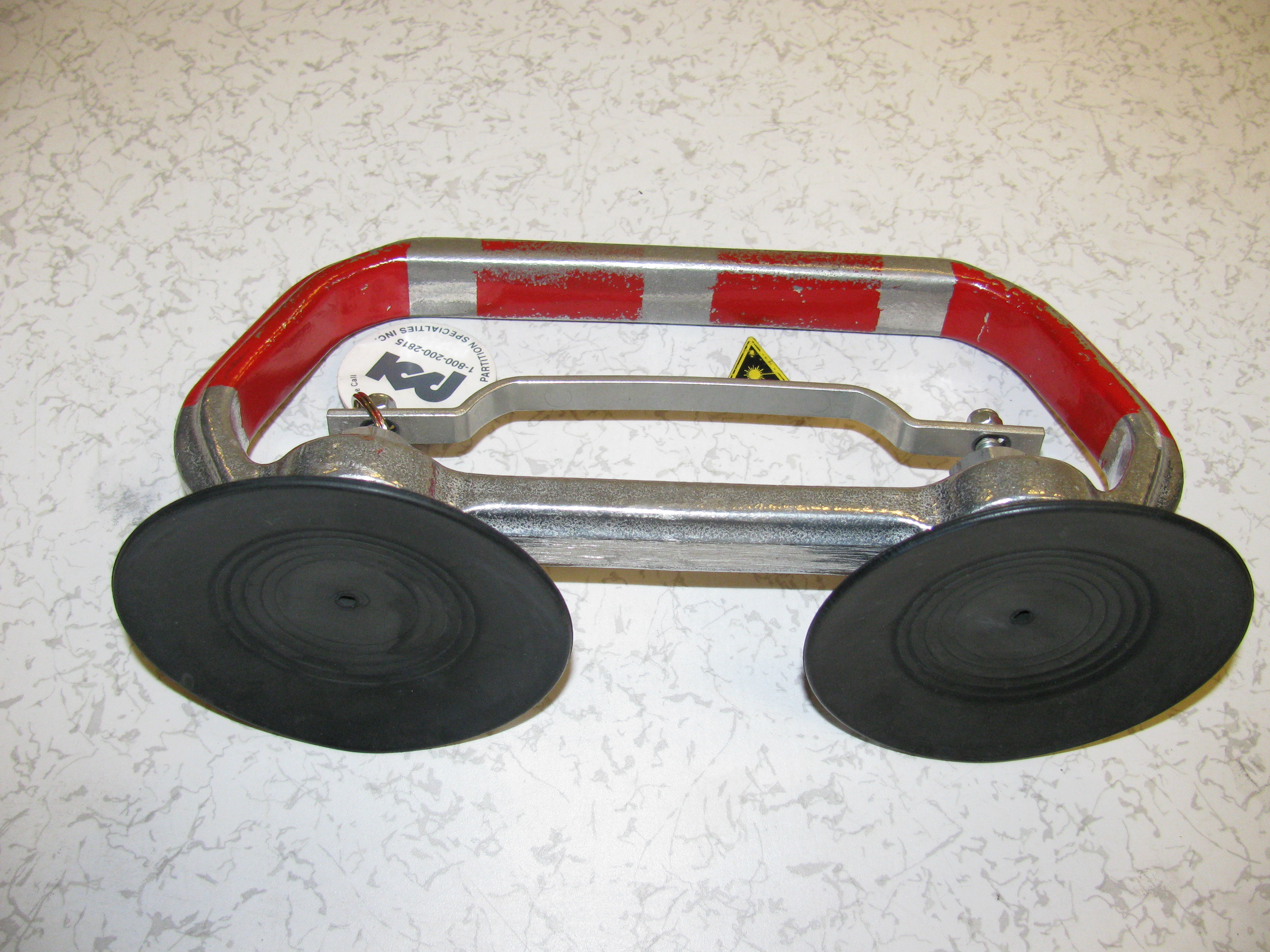
قدح السفط يستخدم في الرفع

قَدَح السَّفط أو القَدَح المَرُون هي قطعة مقعرة ومرنة يصنع من المطاط أو من مادة أخرى، يمكن أن يلتصق بأسطح مستوية وملساء عن طريق الضغط الجوي.